# Din nabos søn (kort version)
Din nabos søn er en dansk dokumentarfilm fra 1983 med instruktion og manuskript af Jørgen Flindt Pedersen og Erik Stephensen. Filmen foreligger også i en længere version med samme navn. Den blev fulgt op af Bødlen som offer i 1994.

## Handling
Under junta-tiden (1967-1974) i Grækenland blev unge værnepligtige trænet i at påføre andre mennesker grusomme pinsler. Filmen trænger ind i bødlens psykologi. Eks-bødler interviewes. Samtidig skildres følgerne af en lang og pinefuld tortur for ofrene og deres familie. Optagelserne er fra Grækenland, men titlen siger, at dette kunne foregå overalt.